# Zajcewo (rejon rżewski)
Zajcewo (ros. Зайцево) – wieś (dieriewnia) w Rosji, w obwodzie twerskim, w rejonie rżewskim. W 2021 liczyła 213 mieszkańców.